# Юкагирско плато
Юкагѝрското плато (на руски: Юкагѝрское плоскогорье) е плато, в Североизточна Азия, разположено в източната част на Якутия, северната част на Магаданска област и крайната западна част на Чукотски автономен окръг на Русия. На югозапад, запад, северозапад и север е ограничено от долината на река Колима, на изток от десния ѝ приток Омолон, а на юг – от десния приток на Колима река Коркодон и десният ѝ приток Булун. Дължина от югозапад на североизток около 440 km, ширина до 240 km. Средната му надморска височина по междуречията 300 – 700 m, а отделни масиви надвишават 1000 m. Максимална височина връх Чубукулах 1117 m (66°25′22″ с. ш. 153°42′02″ и. д. / 66.422778° с. ш. 153.700556° и. д.), разположен в централната му част. Северната му част е изградена от мезозойски ефузивни скали, а южната – от метаморфни докамбрийски, палеозойски и триаски наслаги. От него водят началото си множество десни притоци на Колима – Шаманиха, Сяпякине, Каменка, Берьозовка и др. и къси леви притоци на Омолон – Наминдикан, Монокова и др. Склоновете му на височина до 400 – 600 m са покрити с редки лиственични гори, а нагоре следват петна от кедров клек и тундра.